# Кубок Украины по футболу 2011/2012
Кубок Украины по футболу 2011—2012 (укр. Кубок України з футболу 2011—2012, официальное название — Датагруп Кубок Украины по футболу) — 21-й розыгрыш кубка Украины, проводился с августа 2011 года по 6 мая 2012 года. Титул защитил донецкий «Шахтёр».

## Участники
В этом розыгрыше Кубка приняли участие 54 команды чемпионата, а также обладатель и финалист Кубка Украины среди любителей 2010
| Клубы Премьер-Лиги: - «Арсенал» (Киев) - «Волынь» (Луцк) - «Ворскла» (Полтава) - «Динамо» (Киев) - «Днепр» (Днепропетровск) - «Заря» (Луганск) - «Ильичевец» (Мариуполь) - «Карпаты» (Львов) - «Кривбасс» (Кривой Рог) - «Металлист» (Харьков) - «Металлург» (Донецк) - «Оболонь» (Киев) - ПФК «Александрия» (Александрия) - «Таврия» (Симферополь) - «Черноморец» (Одесса) - «Шахтер» (Донецк) | Клубы первой лиги: - «Арсенал» (Белая Церковь) - «Буковина» (Черновцы) - «Гелиос» (Харьков) - «Говерла-Закарпатье» (Ужгород) - «Энергетик» (Бурштын) - «Звезда» (Кировоград) - «Крымтеплица» (Молодёжное) - ФК «Львов» (Львов) - «Металлург» (Запорожье) - МФК «Николаев» (Николаев) - «Нефтяник» (Ахтырка) - «Нива» (Винница) - ФК «Одесса» (Одесса) - «Олимпик» (Донецк) - ФК «Севастополь» (Севастополь) - «Сталь» (Алчевск) - «Титан» (Армянск) | Клубы второй лиги: - «Авангард» (Краматорск) - «Горняк» (Кривой Рог) - «Горняк-спорт» (Комсомольск) - «Десна» (Чернигов) - «Динамо» (Хмельницкий) - «Энергия» (Новая Каховка) - «Кремень» (Кременчуг) - «Кристалл» (Херсон) - «Макеевуголь» (Макеевка) - «Мир» (Горностаевка) - «Нива» (Тернополь) - ФК «Полтава» (Полтава) - «Прикарпатье» (Ивано-Франковск) - «Реал Фарм» (Южный) - «СКАД-Ялпуг» (Болград) - «Скала» (Стрый) - «Славутич» (Черкассы) - «Сталь» (Днепродзержинск) - ФК «Сумы» (Сумы) - «УкрАгроКом» (Головковка) - «Шахтёр» (Свердловск) Финалисты Кубка среди любительских команд: - «Берегвидейк» (Берегово) - «Славхлеб» (Славянск) |

Команды «Бастион» (Ильичевск) и «Житычи» (Житомир) не были допущены к соревнованиям.

## Первый предварительный этап
Матчи первого предварительного этапа состоялись 16 июля.
| № | Команда 1      | Команда 2  | Счет           |
| - | -------------- | ---------- | -------------- |
| 1 | «Динамо» Х     | «Шахтер» С | 0:1            |
| 2 | «Реал Фарм»    | «Сталь» Д  | 2:5            |
| 3 | «Берегвидейк»  | «Кристалл» | 1:0            |
| 4 | «Славутич»     | «Мир»      | 1:0            |
| 5 | «УкрАгроКом»   | «Авангард» | 2:1            |
| 6 | «Горняк-спорт» | «Горняк»   | 1:1 (пен. 3:5) |
| 7 | «СКАД-Ялпуг»   | «Скала»    | 1:2            |
| 8 | «Десна»        | «Нива» Т   | +: -           |

Команды «Макеевуголь» и «Славхлеб» прошли в следующий этап автоматически, поскольку их соперники, «Бастион» и «Житычи» соответственно, были сняты с соревнований до их начала.

## Второй предварительный этап
Матчи первого предварительного этапа состоялись 16 и 17 августа.
| Команда 1            | Команда 2        | Счет        |
| 16 августа           | 16 августа       | 16 августа  |
| -------------------- | ---------------- | ----------- |
| «Буковина»           | «Олимпик»        | 3:2         |
| 17 августа           |                  |             |
| «УкрАгроКом»         | «Металлург» З    | 0:1 (д. в.) |
| «Шахтер» С           | «Славутич»       | 4:1         |
| «Сталь» А            | ФК «Севастополь» | 0:1         |
| «Славхлеб»           | ФК «Одесса»      | 1:0         |
| ФСК «Прикарпатье»    | ФК «Полтава»     | 1:2         |
| «Десна»              | «Энергетик»      | 0:2         |
| «Сталь» Д            | «Макеевуголь»    | 1:0         |
| «Говерла-Закарпатье» | «Гелиос»         | 1:0         |
| «Кремень»            | «Горняк»         | 2:0         |
| «Скала»              | «Арсенал» БЦ     | 0:2         |
| «Берегвидейк»        | «Нефтяник»       | 1:0         |
| ПФК «Сумы»           | «Крымтеплица»    | 3:1         |
| ФК «Львов»           | «Звезда»         | 1:3         |
| «Энергия»            | МФК «Николаев»   | 0:4         |
| «Титан»              | «Нива» В         | +: -        |

## 1/16 финала
В матчах 1/16 финала, кроме победителей пар второго этапа, приняли участие также 16 команд Премьер-лиги. Матчи 1/16 финала состоялись 21 сентября 2011 года на полях клубов, которые указаны первыми.
| Команда 1                | Счёт           | Команда 2          |
| ------------------------ | -------------- | ------------------ |
| Кремень                  | 2:3            | Динамо             |
| Шахтёр (С)               | 0:2            | Шахтёр             |
| «Берегвидейк» (Берегово) | 0:3            | Металлист          |
| Металлург (Д)            | 2:0            | Таврия             |
| Арсенал (Бц)             | 2:3 (д. в.)    | Кривбасс           |
| Арсенал                  | 5:0            | Александрия        |
| Волынь                   | 7:1            | Мариуполь          |
| Николаев                 | 0:2            | Ворскла            |
| Титан                    | 0:1            | Днепр              |
| «Славхлеб» Славянск      | 0:2            | Заря               |
| Энергетик                | 0:1            | Черноморец         |
| Полтава                  | 0:1            | Карпаты            |
| Буковина                 | 2:1            | Оболонь            |
| Металлург (З)            | 1:0            | Говерла-Закарпатье |
| Сталь (Д)                | 2:1            | Севастополь        |
| Сумы                     | 1:1 3:2 (пен.) | Звезда             |

## 1/8 финала
Жеребьёвка 1/8 финала прошла 13 октября конференц-зале Государственной службы по делам семьи, молодёжи. Матчи 1/8 финала прошли 26 октября 2011 года на полях клубов, которые указаны первыми.
| Команда 1     | Счёт          | Команда 2  |
| ------------- | ------------- | ---------- |
| Сталь (Д)     | 0 : 4         | Черноморец |
| Металлург (З) | 3 : 0         | Ворскла    |
| Волынь        | 3 : 2 (д. в.) | Днепр      |
| Буковина      | 0 : 2         | Арсенал    |
| Карпаты       | 1 : 0         | Металлист  |
| Сумы          | 1 : 3         | Заря       |
| Динамо        | 2 : 3         | Шахтёр     |
| Металлург (Д) | 4 : 0         | Кривбасс   |

## 1/4 финала
Жеребьёвка 1/4 финала прошла 15 марта. Матчи четвертьфинала прошли 11 апреля 2012 года на полях клубов, которые указаны первыми.
| Команда 1     | Счёт          | Команда 2     |
| ------------- | ------------- | ------------- |
| Арсенал       | 0 : 1 (д. в.) | Волынь        |
| Заря          | 0 : 1 (д. в.) | Металлург (Д) |
| Карпаты       | 2 : 1         | Черноморец    |
| Металлург (З) | 0 : 1         | Шахтёр        |

## Полуфинал
Жеребьёвка полуфинала состоялась 12 апреля офисе Премьер-лиги. Матчи полуфинала прошли 27 и 28 апреля 2012 года на полях клубов, которые указаны первыми.
| Команда 1     | Счёт           | Команда 2 |
| ------------- | -------------- | --------- |
| Металлург (Д) | 0:0 7:6 (пен.) | Карпаты   |
| Волынь        | 3 : 4          | Шахтёр    |

| 27 апреля 2012                    | \| Волынь \| 3:4 (1:2) \| Шахтёр \| \| Майкон 35' (пен.) 90+2' Лопес 84' \| Голы \| Тейшейра 24' Фернандиньо 37' (пен.) Адриано 60' (пен.) Коста 90' \| | Авангард Зрителей: 12 080 Судья: Виталий Годулян                 |
| Волынь                            | 3:4 (1:2) | Шахтёр                                                           |
| Майкон 35' (пен.) 90+2' Лопес 84' | Голы | Тейшейра 24' Фернандиньо 37' (пен.) Адриано 60' (пен.) Коста 90' |

| 28 апреля 2012 | \| Металлург (Д) \| 0:0 пен. 7:6 \| Карпаты \| | Металлург Зрителей: 3 600 Судья: Юрий Мосейчук |
| Металлург (Д)  | 0:0 пен. 7:6                                   | Карпаты                                        |

| Серия пенальти:                                                                         |     |                                                                                               |
| Данило : · Казарян : · Шина : · Мкртчян : · Воловик : · Прийма : · Морозюк : · Иванко : | 7:6 | : Касьян · : Ткачук · : Авелар · : Лукас · : Федецкий · : Худобяк · : Кополовец · : Милошевич |

## Финал
Финал состоялся 6 мая 2012 года в Киеве на национальном спортивном комплексе «Олимпийский».
| 6 мая 2012 19:30 UTC+3 | \| Металлург (Д) \| 1:2 (0:1) (1:1) (д. в.) протокол \| Шахтёр \| \| Морозюк 68′ \| Голы \| Тейшейра 23′ · Кучер 105′ \| | Стадион: НСК Олимпийский, Киев Зрителей: 47314 Судья: Анатолий Абдула (Харьков) |
| Металлург (Д)          | 1:2 (0:1) (1:1) (д. в.) протокол                                                                                         | Шахтёр                                                                          |
| Морозюк 68′            | Голы | Тейшейра 23′ · Кучер 105′                                                       |

| Обладатель Кубка Украины 2011/12 |
| -------------------------------- |
| «Шахтёр» (Донецк) 8-й титул      |